# Coro de la Catedral de Winchester
El Coro de la Catedral de Winchester es un coro profesional reconocido internacionalmente con sede en la Catedral de Winchester en Winchester, Hampshire, Reino Unido. 
El coro es dirigido actualmente por Andrew Lucas.
El coro se compone en la actualidad de 18 coristas masculinos y 12 "secretarios laicos" (cantores adultos) y canta ocho servicios semanales en la catedral. A veces el grupo aumenta su número cuando ciertas obras musicales requieren de un mayor número de voces. Todos los coristas estudian en The Pilgrims' School donde aprenden canto, teoría musical, historia de la música, y al menos un instrumento, además de los estudios académicos generales. El coro regularmente da giras a nivel internacional, ha realizado numerosas grabaciones, y aparece a menudo en programas de televisión y radio. 
El año exacto en el que el coro fue fundado es desconocido, pero es probable que el coro se formó en el siglo XIV. Los primeros documentos históricos relacionados con el coro datan de 1402, cuando un tal John Dyer fue nombrado como el organista y maestro de coro de la catedral. Un 1544 estatuto de Enrique VIII de Inglaterra decretó que la catedral debía tener diez niños en el coro y un único organista.
También hay 20 coristas femeninas, que asisten a las escuelas locales y cantan, al menos, un servicio a la semana durante el curso escolar. Cantan con los coristas masculinas en la mayoría de los grandes conciertos, en Semana Santa y Navidad, y para el Southern Cathedrals Festival cada verano (cuando unen fuerzas con las coristas del Coro de la Catedral de Salisbury). Las chicas han estado de gira por Europa en varias ocasiones, y han grabado CD, tanto con los coristas masculinos como por su propia cuenta. También han aparecido en muchos programas de televisión y radio. Han cantado en vivo en el canal BBC1 en la mañana de Pascua, y el Día de Navidad. El coro femenino fue fundado en 1999 por Sarah Baldock, y estuvo bajo la dirección de Andrew Lumsden (quien asumió el cargo de director en 2002), y la subdirectora de música, Claudia Grinnell.